# Espagne aux Jeux olympiques de la jeunesse d'hiver de 2012
L'Espagne a participé aux Jeux olympiques de la jeunesse d'hiver de 2012 à Innsbruck en Autriche du 13 au 22 janvier 2012. L'équipe espagnole était composée de 9 athlètes dans 5 sports.

## Résultats

### Ski alpin
L'Espagne a qualifié 2 athlètes.
Homme
| Athlète       | Épreuve      | Finale          | Finale          | Finale          | Finale          |
| Athlète       | Épreuve      | Manche 1        | Manche 2        | Total           | Rang            |
| ------------- | ------------ | --------------- | --------------- | --------------- | --------------- |
| Adria Bertran | Slalom       | N'a pas terminé | N'a pas terminé | N'a pas terminé | N'a pas terminé |
| Adria Bertran | Slalom géant | 59 s 94         | N'a pas terminé | N'a pas terminé | N'a pas terminé |
| Adria Bertran | Super-G      |                 |                 | 1 min 08 s 21   | 24              |
| Adria Bertran | Combiné      | 1 min 06 s 88   | N'a pas terminé | N'a pas terminé | N'a pas terminé |

Femme
| Athlète      | Épreuve      | Finale          | Finale          | Finale          | Finale          |
| Athlète      | Épreuve      | Manche 1        | Manche 2        | Total           | Rang            |
| ------------ | ------------ | --------------- | --------------- | --------------- | --------------- |
| Ona Rocamora | Slalom       | N'a pas terminé | N'a pas terminé | N'a pas terminé | N'a pas terminé |
| Ona Rocamora | Slalom géant | 1 min 01 s 12   | 1 min 01 s 38   | 2 min 02 s 50   | 22              |
| Ona Rocamora | Super-G      |                 |                 | 1 min 08 s 99   | 19              |
| Ona Rocamora | Combiné      | N'a pas terminé | N'a pas terminé | N'a pas terminé | N'a pas terminé |

### Ski de fond
L'Espagne a qualifié 2 athlètes.
Homme
| Athlète        | Épreuve      | Finale        | Finale |
| Athlète        | Épreuve      | Temps         | Rang   |
| -------------- | ------------ | ------------- | ------ |
| Adrian Clavero | 10 km hommes | 34 min 52 s 2 | 36     |

Femme
| Athlète       | Épreuve     | Finale        | Finale |
| Athlète       | Épreuve     | Temps         | Rang   |
| ------------- | ----------- | ------------- | ------ |
| Yaiza Barajas | 5 km femmes | 19 min 04 s 0 | 36     |

Sprint
| Athlète        | Épreuve       | Qualification | Qualification | Quart de finale | Quart de finale | Demi-finale   | Demi-finale   | Finale        | Finale        |
| Athlète        | Épreuve       | Total         | Rang          | Total           | Rang            | Total         | Rang          | Total         | Rang          |
| -------------- | ------------- | ------------- | ------------- | --------------- | --------------- | ------------- | ------------- | ------------- | ------------- |
| Adrian Clavero | Sprint hommes | 1 min 51 s 80 | 31            | Non qualifié    | Non qualifié    | Non qualifié  | Non qualifié  | Non qualifié  | Non qualifié  |
| Yaiza Barajas  | Sprint femmes | 2 min 04 s 37 | 20 Q          | 2 min 12 s 6    | 6               | Non qualifiée | Non qualifiée | Non qualifiée | Non qualifiée |

### Hockey sur glace
L'Espagne a qualifié 2 athlètes.
Homme
| Athlète(s) | Épreuve            | Qualification | Qualification | Grande finale | Grande finale |
| Athlète(s) | Épreuve            | Points        | Rang          | Points        | Rang          |
| ---------- | ------------------ | ------------- | ------------- | ------------- | ------------- |
| Paul Cerda | Concours d'agilité | 0             | 16            | Non qualifié  | Non qualifié  |

Femme
| Athlète(s)  | Épreuve            | Qualification | Qualification | Grande finale | Grande finale |
| Athlète(s)  | Épreuve            | Points        | Rang          | Points        | Rang          |
| ----------- | ------------------ | ------------- | ------------- | ------------- | ------------- |
| Irene Senac | Concours d'agilité | 8             | 11            | Non qualifiée | Non qualifiée |

### Skeleton
L'Espagne a qualifié 1 athlète.
Homme
| Athlète      | Épreuve           | Finale        | Finale        | Finale        | Finale |
| Athlète      | Épreuve           | Manche 1      | Manche 2      | Total         | Rang   |
| ------------ | ----------------- | ------------- | ------------- | ------------- | ------ |
| Marc Alcaraz | Individuel hommes | 1 min 00 s 98 | 1 min 01 s 40 | 2 min 02 s 38 | 13     |

### Snowboard
L'Espagne a qualifié 2 athlètes.
Homme
| Athlète     | Épreuve           | Qualification | Qualification | Qualification | Demi-finale  | Demi-finale  | Demi-finale  | Finale       | Finale       | Finale       |
| Athlète     | Épreuve           | Manche 1      | Manche 2      | Rang          | Manche 1     | Manche 2     | Rang         | Manche 1     | Manche 2     | Rang         |
| ----------- | ----------------- | ------------- | ------------- | ------------- | ------------ | ------------ | ------------ | ------------ | ------------ | ------------ |
| Manex Azula | Half-pipe hommes  | 35,00         | 49,00         | 10            | Non qualifié | Non qualifié | Non qualifié | Non qualifié | Non qualifié | Non qualifié |
| Manex Azula | Slopestyle hommes | 40,00         | 62,25         | 9 Q           |              |              |              | 29,00        | 33,50        | 17           |

Femme
| Athlète      | Épreuve          | Qualification | Qualification | Qualification | Demi-finale   | Demi-finale   | Demi-finale   | Finale        | Finale        | Finale        |
| Athlète      | Épreuve          | Manche 1      | Manche 2      | Rang          | Manche 1      | Manche 2      | Rang          | Manche 1      | Manche 2      | Rang          |
| ------------ | ---------------- | ------------- | ------------- | ------------- | ------------- | ------------- | ------------- | ------------- | ------------- | ------------- |
| Sara Eguibar | Half-pipe femmes | 35,50         | 31,25         | 11            | Non qualifiée | Non qualifiée | Non qualifiée | Non qualifiée | Non qualifiée | Non qualifiée |